# Kalle Anttila
Kalle Anttila (Muhos, Finlandia, 30 de agosto de 1887 - Helsinki, Finlandia, 1 de enero de 1975) fue un deportista finlandés especialista en lucha libre olímpica donde llegó a ser campeón olímpico en Amberes 1920.

## Carrera deportiva
En los Juegos Olímpicos de 1920 celebrados en Amberes ganó la medalla de oro en lucha libre olímpica estilo peso ligero, por delante del sueco Gottfrid Svensson (plata) y del británico Peter Wright (bronce).